# 锡德·阿特金森
锡德·阿特金森（英語：Sid Atkinson，1901年3月14日—1977年8月31日），南非男子田径运动员。他曾代表南非参加1924年和1928年夏季奥林匹克运动会田径比赛，获得一枚金牌和一枚银牌。